# MaSat-1
MaSat-1 (acrónimo das palavras Magyar e sabellite) é um satélite húngaro de experimentos tecnológicos. Foi desenvolvido e construído por alunos e estudantes da Universidade Técnica de Budapeste. Foi lançado em 13 de fevereiro de 2012, através de um foguete Vega.

## Ligações Externas
Página Oficial em inglês